# Agonista irreversible
Un agonista irreversible es un tipo de agonista que se une permanentemente a un receptor de una manera tal que el receptor se activa de forma permanente. Es distinto de un mero agonista en que la asociación de un agonista a un receptor es reversible, mientras que la unión de un agonista irreversible a un receptor es, al menos en teoría, irreversible. La oximorfazona es un ejemplo de un agonista irreversible.  En la práctica, la distinción puede ser más una cuestión de grado, en la que la afinidad de unión de un agonista irreversible es algunas órdenes de magnitud mayor que la de un agonista.